# 青木瓜沙拉
青木瓜沙拉（羅馬化：S̄̂mtả），音译为“宋丹”，是流行于泰国伊善地区和老挝的一道菜式。味道酸酸辣辣，是一道開胃小菜。主要的食材：青木瓜、辣椒、青檸檬、花生粒、香菜、紅蘿蔔。
泰国诗琳通公主曾在15岁时写作《青木瓜沙拉之歌》，歌词是其制作方法。